# El llac Eden
El llac Eden (títol original en anglès Eden Lake) és una pel·lícula britànica de thriller de terror del 2008 escrita i dirigida per James Watkins en el seu debut com a director. La pel·lícula és protagonitzada per Kelly Reilly, Michael Fassbender, Jack O'Connell, James Gandhi, Thomas Turgoose, Bronson Webb, Shaun Dooley i Finn Atkins. La trama segueix una parella jove que passa la seva lluna de mel en un llac remot, només per ser confrontada i perseguida per un grup de joves hostils.
El llac Edwen es va estrenar al Fantasy Filmfest el 12 d'agost de 2008 i es va estrenar al Regne Unit per Optimum Releasing el 12 de setembre de 2008. Es troba entre un grup de pel·lícules aproximadament contemporànies que tracten sobre pànic moral per "Broken Britain" i "hoodies". Algunes de les escenes de primer pla es van filmar a Frensham Small Pond. Ha estat doblada al català.

## Argument
Jenny Greengrass i la seva parella Steve Taylor marxen un cap de setmana a Eden Lake, un lloc remot al camp anglès. Durant el viatge cap allà, Steve es queixa del recent comportament social dels joves i critica la criança dels adults.
L'escapada idíl·lica de la parella es veu interrompuda per una banda d'adolescents bulliciosos, liderats pel seu líder psicòpata Brett. L'endemà al matí, l'Steve i la Jenny descobreixen que els seus subministraments d'aliments han estat infestats d'insectes, cosa que els fa sospitar dels joves. En un restaurant local, Steve els descriu a una cambrera, que insisteix a la defensiva que els seus fills mai assetjarien ningú. Steve s'endinsa més tard a una casa que creu que pertany als adolescents, però s'escapa al retorn de Jon, segurament propietari.
De tornada al llac, la parella descobreix que falten el seu jeep i les seves pertinences. Tornant a la ciutat a peu, eviten una col·lisió amb Brett, després d'haver robat el jeep. Trobant en Brett i la resta de la colla al bosc després de la nit, Steve els amenaça només perquè la colla comenci a treure ganivets; a la baralla, el gos de Brett és apunyalat, fent-lo enfurir. La parella intenta fugir, però la banda fa que xoquin el jeep. Amb Steve atrapat, Jenny fuig mentre ell és capturat.
A l'alba, Jenny és testimoni com Steve és lligat a una roca amb filferro de pues. Brett ordena a cadascun d'ells que apunyalin a l'Steve perquè tots s'impliquin. La Paige, l'única dona membre de la banda, registra la tortura de l'Steve al seu telèfon. Jenny aconsegueix distreure la colla perquè Steve es pugui alliberar, però ella és incapaç de curar les seves ferides mortals, obligant-la a córrer a buscar ajuda.
Jenny es troba amb Adam, un noi jove que ella i Steve van conèixer anteriorment, qui informa a la banda de la seva ubicació. Capturen i lliguen Jenny, juntament amb el cadàver d'Steve, a un munt de fusta; Brett obliga a Adam a cremar-los mentre la Paige ho filma. Jenny és capaç d'escapar, enfadant a Brett que fa necklacing Adam com a represàlia. Mentrestant, Jenny mata accidentalment un jove reticent, Cooper, que en realitat intentava ajudar-la. Després de trobar el cos de Cooper, Brett colpeja furiós a un altre membre de la banda fins a la mort. La Paige fuig amb por només de ser atropellada per Jenny escapant en una furgoneta.
Jenny és capaç de tornar a la ciutat i xocar amb una festa al pati del darrere. Més tard es desperta i és consolada per una dona i Jon. Els altres pares són informats dels membres de la banda morts, tots ells fills dels adults de la casa, la qual cosa fa que Jenny s'adoni que és a casa de Brett. Sense cap lloc on amagar-se, la Jenny es tanca al bany per protegir-se fins que Jon entra a la porta. Malgrat les seves peticions, Brett menteix que ella i Steve van assassinar els seus amics, fent que Jon i dos homes més ataquessin violentament Jenny. En retirar-se a la seva habitació i bloquejar el so dels crits de Jenny, en Brett esborra els vídeos dels crims de la seva banda del telèfon de la Paige i es mira sense fi a un mirall mentre porta les ulleres de sol de l'Steve. El destí de Jenny es desconeix.

## Repartimentt
- Kelly Reilly com a Jenny Greengrass
- Michael Fassbender com a Steve Taylor
- Jack O'Connell com a Brett
- James Gandhi com Adam
- Thomas Turgoose com a Cooper
- Bronson Webb com a Reece
- Shaun Dooley com a Jon
- Finn Atkins com a Paige
- Thomas Gill com a Ricky
- James Burrows com a Harry

## Estrena
El llac Edene fou estrenada al Fantasy Filmfest el 12 d’agost de 2008 va ser llançat al Regne Unit per Optimum Releasing el 12 de setembre de 2008.

## Recepció

### Resposta crítica
A Rotten Tomatoes, un agregador de ressenyes, el 81% dels 31 crítics enquestats van donar a la pel·lícula una crítica positiva; la nota mitjana és de 6,4/10. El consens crític del lloc diu: "Una dessuadora de terror britànica brutal i eficaç que, malgrat els tòpics, es manté al costat dret de la por." Metacritic va assignar a la pel·lícula una puntuació mitjana ponderada de 65 sobre 100, basada en 7 crítics, indicant "crítiques generalment favorables".
Dennis Harvey va ressenyar la pel·lícula per a Variety i va dir que era "una imatge de thriller i terror britànic efectivament desgarradora", comparant-la amb L'última casa de l'esquerra i El senyor de les mosques. Peter Bradshaw de The Guardian dibuixa paral·lelismes amb Deliverance, Els gossos de palla i Blue Remembered Hills, i va declarar que "això em sembla la millor pel·lícula de terror britànica dels últims anys: desagradable, espantosa i ajustat com un tambor," concloent que la pel·lícula estava "excepcionalment ben feta, despietadament extrema, implacablement molesta".
Altres crítics, però, han atacat la pel·lícula, denunciant-la com una incitació al prejudici de classe contra la classe treballadora a la Gran Bretanya. The Sun va condemnar el "desagradable suggeriment de la pel·lícula que tota la gent de la classe treballadora són psicòpates" mentre que The Daily Telegraph va concloure que "aquesta pel·lícula lletja i sense enginy expressa la por i l'odi de la gent anglesa normal". Owen Jones, al seu llibre Chavs: The Demonization of the Working Class cita llargament la pel·lícula com un exemple de demonització mediàtica de la joventut proletària a través de l'estereotip "Chav". Comenta: "Aquí hi havia una pel·lícula que argumentava que les classes mitjanes ja no podien viure al costat dels ordes inferiors quasi bestials."
El llac Eden s'ha relacionat amb altres pel·lícules que tracten preocupacions sobre "Broken Britain" i la por a les "dessuadores", inclosa Harry Brown, The Disappeared, Summer Scars, Outlaw, El gran èxtasi de Robert Carmichael, Cherry Tree Lane i Heartless.

### Reconeixements
| Premi                              | Data               | Categoria                   | Subjecte     | Resultat  |
| ---------------------------------- | ------------------ | --------------------------- | ------------ | --------- |
| Premi Empire (14tns Premis Empire) | 29 de març de 2009 | Millor pel·lícula britànica | El llac Eden | Nominat   |
| Premi Empire (14tns Premis Empire) | 29 de març de 2009 | Millor terror               | El llac Eden | Guanyador |
| Festival de Sitges                 | 2008               | Millor guió                 | El llac Eden | Guanyador |